# Машкова
Машкова (слч. Mašková) насељено је мјесто са административним статусом сеоске општине (слч. obec) у округу Лучењец, у Банскобистричком крају, Словачка Република.

## Становништво
| Година:    | 1994. | 2004.   | 2014.    | 2024.   |
| ---------- | ----- | ------- | -------- | ------- |
| Број људи: | 291   | 288     | 326      | 331     |
| Разлика:   |       | -1,03 % | +13,19 % | +1,53 % |

| Година:    | 2023. | 2024.   |
| ---------- | ----- | ------- |
| Број људи: | 327   | 331     |
| Разлика:   |       | +1,22 % |

Према подацима о броју становника из 2011. године насеље је имало 327 становника.